# KIWI (松本典子のアルバム)
『KIWI』（キィウィ）は、1986年7月21日に発売された松本典子のセカンド・アルバム。発売元はCBSソニー。規格品番は、LP:28AH-2063 / CT:28KH-1894 / CD:32DH-458。

## 解説
ファースト・アルバム『Straw Hat』の発売から、ミニ・アルバム『Bellflower』を挟んでフルアルバムとしてはちょうど1年ぶりの発売となった。

3枚目のシングル「さよならと言われて」と、5枚目のシングル「NO WONDER」の2曲を収録。但し、4枚目のシングル「虹色スキャンダル」は収録されていない。
発売当時の帯コピーは、" 人待ち顔でお茶のむフツウの女性になりたくない・・・典子 "
CDは1986年のリリース以来、長きに渡って再発売はされていなかったが、松本にとってデビュー25周年となる2010年、ソニー・ミュージックWEBによる廃盤復刻企画「オーダーメイドファクトリー」において購入希望者を募ったところ、再プレスに必要な予約の合計が規定数に達したため、本アルバム発売当時プロモーション用に制作された「THIS COOL」「KIWI PARADICE」のSPECIAL ENGLISH VERSIONをボーナストラックとして追加収録し、『KIWI+2』のタイトルで再発売が実現された。品番はDYCL-419。
CDジャーナル（音楽出版社）のレビュアーは本作について、「タイトルからも分かるようにアルバムのテーマは " 夏 "。少しずつ本格的シンガーへの自覚も生まれてくる頃。このアルバムは一種の試金石ともなる一篇である。」とコメントしている。

## 収録曲

### LP・CT

#### Side A
1. KIWI PARADISE
作詞：沢ちひろ / 作曲：馬飼野康二 / 編曲：大村雅朗
2. TWO'S SUMMER
作詞：沢ちひろ / 作曲：芹澤廣明 / 編曲：中村哲 / コーラスアレンジ：木戸泰弘
3. SHADOW '86
作詞：沢ちひろ / 作曲：芹澤廣明 / 編曲：鷺巣詩郎
4. SILENT STARS 〜星空のアリバイ〜
作詞：麻生圭子 / 作曲：佐藤健 / 編曲：大村雅朗
5. WHEN YOU SAY GOOD-BYE 〜さよならと言われて〜
作詞：銀色夏生 / 作曲：呉田軽穂 / 編曲：松任谷正隆
  - 3枚目のシングルA面曲。

#### Side B
1. THIS COOL 〜冷たい雨〜
作詞：沢ちひろ / 作曲：村松邦男 / 編曲：西村麻聡
2. NO WONDER
作詞：沢ちひろ / 作曲：芹澤廣明 / 編曲：鷺巣詩郎
  - 5枚目のシングルA面曲。
3. DELICATE 〜デ・リ・ケ・ー・ト〜
作詞：麻生圭子 / 作曲・編曲：後藤次利
  - 「さよならと言われて」のB面曲。
4. ROMAN WALK
作詞：沢ちひろ / 作曲：THE BADGE / 編曲：西村麻聡
5. SEASON WIND
作詞：沢ちひろ / 作曲・編曲：大村雅朗

### CD
1. KIWI PARADISE
2. TWO'S SUMMER
3. SHADOW '86
4. SILENT STARS 〜星空のアリバイ〜
5. WHEN YOU SAY GOOD-BYE 〜さよならと言われて〜
6. THIS COOL 〜冷たい雨〜
7. NO WONDER
8. DELICATE 〜デ・リ・ケ・ー・ト〜
9. ROMAN WALK
10. SEASON WIND

### 『KIWI+2』
1. KIWI PARADISE
2. TWO'S SUMMER
3. SHADOW '86
4. SILENT STARS 〜星空のアリバイ〜
5. WHEN YOU SAY GOOD-BYE 〜さよならと言われて〜
6. THIS COOL 〜冷たい雨〜
7. NO WONDER
8. DELICATE 〜デ・リ・ケ・ー・ト〜
9. ROMAN WALK
10. SEASON WIND
[ボーナス・トラック]
11. THIS COOL（SPECIAL ENGLISH VERSION）
12. KIWI PARADISE（SPECIAL ENGLISH VERSION）

## 参考資料
- 1985.03.21 松本典子  – アイドル・ポップ・データベース
- ナツメロ喫茶店 | オススメ復刻版「松本典子／KIWI +2」
- Idol.ne.jp | 70-80年代アイドル・芸能・サブカル考察サイト